# Дюрица, Ян
Ян Дю́рица (словац. Ján Ďurica; род. 10 декабря 1981, Дунайска-Стреда, Трнавский край) — словацкий футболист, выступавший на позиции защитника. За сборную Словакии сыграл 91 матч и забил 4 мяча. Лидер по количеству матчей в чемпионате России среди всех футболистов из Словакии.

## Карьера
Переходя в феврале 2009 года в «Локомотив», к тому времени уже три года отыграл в российском чемпионате, хорошо говорил по-русски. В первом же матче получил болезненную травму и выбыл на три недели. Вскоре после возвращения заработал удаление в Казани. В итоге в свой первый сезон в составе «Локомотива» Дюрица провёл за основной состав всего десять матчей и зимой отправился в аренду в «Ганновер 96».
На чемпионате мира 2010 года Дюрица сыграл во всех четырёх матчах команды Словакии. В конце августа защитник, срок аренды которого в «Ганновере» вышел, был внесён в заявку «Локомотива». В первом туре чемпионата России по футболу 2011/12 на четвёртой минуте забил первый гол за «Локомотив» в ворота московского «Динамо». В сезоне стал основным защитником «Локомотива», проведя все матчи без замен в первом круге.
В концовке сезона главный тренер Жозе Коусейру перестал ставить Дюрицу в основной состав, предпочитая ему более молодого Максима Беляева.
В сезоне 2012/13 новый главный тренер «Локомотива» Славен Билич так же как и его предшественник сперва оставлял словака на скамейке запасных. В первых турах чемпионата России хорват отдавал предпочтение паре Чорлука — Бурлак, однако после ряда неудачных матчей россиянина место в основном составе команды занял Дюрица.
В сезоне 2013/14 при главном тренере Леониде Кучуке стал твёрдым игроком основы проведя все 30 матчей чемпионата без замен, отметившись голом в ворота «Краснодара», и голевыми передачами на Даме Ндойе в матчах с «Динамо» и с «Крыльями Советов», голевой передачей на Александра Самедова в матче со «Спартаком». Его пара в центре защиты с Ведраном Чорлукой стала одной из лучших в чемпионате и во многом благодаря им «Локомотив» в том сезоне пропустил меньше всех и сумел завоевать бронзовые медали чемпионата.
В 2016 году Дюрица перебрался в турецкий «Трабзонспор» на правах свободного агента и провёл 46 матчей во всех турнирах. В сентябре 2018 года защитник перебрался в пражскую «Дуклу», ставшую последним клубом в его профессиональной карьере.
Занимал должность ассистента главного тренера братиславской команды «Петржалка», выступающей во второй словацкой лиге.

## Достижения
«Локомотив» (Москва)
- Бронзовый призёр чемпионата России: 2013/14
- Обладатель Кубка России: 2014/15

Личные
- В списках 33 лучших футболистов чемпионата России: (2) № 1 (2007), № 2 (2013/14)

## Личная жизнь
Жил гражданским браком с актрисой театра и кино Марией Горбань. Свободно говорит на русском языке.
2 мая 2015 года у Яна и Магдалены Шебестовой родилась дочь Нина.

## Статистика выступлений
| Клуб               | Сезон   | Турнир           | Чемпионат | Чемпионат | Кубок | Кубок | Еврокубки | Еврокубки | Всего | Всего |
| Клуб               | Сезон   | Турнир           | Игры      | Голы      | Игры  | Голы  | Игры      | Голы      | Игры  | Голы  |
| ------------------ | ------- | ---------------- | --------- | --------- | ----- | ----- | --------- | --------- | ----- | ----- |
| Артмедиа Петржалка | 2004/05 | Цоргонь-лига     | 28        | 2         | 0     | 0     | 0         | 0         | 28    | 2     |
| Артмедиа Петржалка | 2005/06 | Цоргонь-лига     | 20        | 0         | 0     | 0     | 8         | 0         | 28    | 0     |
|                    |         | Итого            | 48        | 2         | 0     | 0     | 8         | 0         | 56    | 2     |
| Сатурн             | 2006    | Премьер-лига     | 27        | 0         | 6     | 1     | −         | −         | 33    | 1     |
| Сатурн             | 2007    | Премьер-лига     | 25        | 0         | 4     | 0     | −         | −         | 29    | 0     |
| Сатурн             | 2008    | Премьер-лига     | 20        | 2         | 1     | 0     | 0         | 0         | 21    | 2     |
|                    |         | Итого            | 72        | 2         | 11    | 1     | 0         | 0         | 83    | 3     |
| Ганновер 96        | 2009/10 | Бундеслига       | 9         | 0         | 0     | 0     | −         | −         | 9     | 0     |
|                    |         | Итого            | 9         | 0         | 0     | 0     | 0         | 0         | 9     | 0     |
| Локомотив          | 2009    | Премьер-лига     | 10        | 0         | 0     | 0     | −         | −         | 10    | 0     |
| Локомотив          | 2010    | Премьер-лига     | 10        | 0         | 0     | 0     | 0         | 0         | 10    | 0     |
| Локомотив          | 2011/12 | Премьер-лига     | 27        | 3         | 1     | 0     | 6         | 0         | 34    | 3     |
| Локомотив          | 2012/13 | Премьер-лига     | 20        | 1         | 1     | 0     | −         | −         | 21    | 1     |
| Локомотив          | 2013/14 | Премьер-лига     | 30        | 1         | 0     | 0     | −         | −         | 30    | 1     |
| Локомотив          | 2014/15 | Премьер-лига     | 21        | 0         | 2     | 0     | 2         | 0         | 25    | 0     |
| Локомотив          | 2015/16 | Премьер-лига     | 13        | 1         | 1     | 0     | 6         | 0         | 20    | 1     |
|                    |         | Итого            | 131       | 6         | 5     | 0     | 14        | 0         | 150   | 6     |
| Трабзонспор        | 2016/17 | Суперлига        | 28        | 0         | 5     | 0     | -         | -         | 33    | 0     |
| Трабзонспор        | 2017/18 | Суперлига        | 12        | 0         | 2     | 0     | -         | -         | 14    | 0     |
|                    |         | Итого            | 40        | 0         | 7     | 0     | -         | -         | 47    | 0     |
| Дукла              | 2018/19 | Фортуна лига     | 15        | 2         | 2     | 0     | -         | -         | 17    | 2     |
|                    |         | Итого            | 15        | 2         | 2     | 0     | -         | -         | 17    | 2     |
|                    |         | Всего за карьеру | 312       | 12        | 25    | 1     | 22        | 0         | 359   | 13    |

## Карьера в сборной
Дюрица провёл 91 матч за сборную Словакии и забил 4 гола.
| Гол | Дата                 | Арена                                        | Соперник    | Счет | Итоговый счёт | Турнир                 |
| --- | -------------------- | -------------------------------------------- | ----------- | ---- | ------------- | ---------------------- |
| 1.  | 13 октября 2007 года | Местски Штадион, Дубница-над-Вагом, Словакия | Сан Марино  | 7-0  | 7-0           | Квалификация Евро-2008 |
| 2.  | 12 октября 2010 года | Стадиум Под Дубном, Жилина, Словакия         | Ирландия    | 1-1  | 1-1           | Квалификация Евро-2012 |
| 3.  | 7 июня 2013 года     | Рейнпарк Штадион, Вадуц, Лихтенштейн         | Лихтенштейн | 1-1  | 1-1           | Квалификация ЧМ-2014   |
| 4.  | 5 марта 2014 года    | Нетания Стэдиум, Нетания, Израиль            | Израиль     | 2-0  | 3-1           | Товарищеский матч      |